# Руйнівник ендокринної системи

Порівняння структур природного гормону естрогену естрадіолу (ліворуч) і одного з нонілфенолів (праворуч), ксеноестрогенного ендокринного руйнівника

Ендокринні руйнівники, які іноді також називають гормонально активними агентами, хімічні речовини, що руйнують ендокринні процеси, або сполуки, що руйнують ендокринні процеси (EDC) — хімічні речовини, які можуть впливати на ендокринну (або гормональну) систему. Ці порушення можуть викликати ракові пухлини, вроджені дефекти та інші порушення розвитку. Виявлені в багатьох побутових і промислових продуктах, ендокринні руйнівники «перешкоджають синтезу, секреції, транспортуванню, зв'язуванню, дії або виведенню природних гормонів в організмі, які відповідають за розвиток, поведінку, фертильність і підтримку гомеостазу (нормальний клітинний метаболізм)».
Будь-яка система в організмі, що контролюється гормонами, може бути виведена з ладу гормональними руйнівниками. Зокрема, ендокринні руйнівники можуть бути пов'язані з розвитком труднощів у навчанні, важкого синдрому дефіциту уваги, проблем когнітивного розвитку та розвитку мозку.
Були суперечки щодо ендокринних руйнівників, деякі групи закликали до швидких дій регуляторів, щоб усунути їх з ринку, а регулятори та інші вчені закликали до подальших досліджень. Деякі ендокринні руйнівники були виявлені та вилучені з ринку (наприклад, препарат під назвою діетилстильбестрол), але невідомо, чи справді деякі ендокринні руйнівники на ринку завдають шкоди людям і дикій природі в дозах, яким піддаються дика природа та люди. Крім того, ключову наукову статтю, опубліковану в 1996 році в журналі Science, яка допомогла започаткувати рух тих, хто виступає проти ендокринних руйнівників, було відкликано, а її автора було визнано причетним до наукового порушення.
Дослідження на клітинах і лабораторних тваринах показали, що EDC можуть спричинити несприятливі біологічні ефекти у тварин, а низький рівень впливу також може спричинити подібні ефекти у людей. EDC у навколишньому середовищі також можуть бути пов'язані з репродуктивними проблемами та проблемами безпліддя в дикій природі, а заборони та обмеження на їх використання пов'язані зі зменшенням проблем зі здоров'ям і відновленням деяких популяцій дикої природи.

## Історія
Термін «ендокринний руйнівник» був введений у 1991 році в Wingspread Conference Center у Вісконсині. Одна з перших статей про це явище була написана Тео Колборн у 1993 році. У цій статті вона заявила, що хімічні речовини навколишнього середовища порушують розвиток ендокринної системи, і що наслідки впливу під час розвитку часто є постійними. Незважаючи на те, що дехто заперечував порушення роботи ендокринної системи, робочі сесії з 1992 по 1999 роки сформували консенсусні заяви вчених щодо небезпеки ендокринних руйнівників, особливо для дикої природи, а також для людей.
Ендокринне товариство оприлюднило наукову заяву, в якій викладено механізми та вплив ендокринних руйнівників на «чоловічу та жіночу репродукцію, розвиток молочної залози та рак, рак передміхурової залози, нейроендокринологію, щитоподібну залозу, метаболізм та ожиріння та серцево-судинну ендокринологію», а також показано, як експериментальні та епідеміологічні дослідження збігаються з клінічними спостереженнями на людях «щоб назвати хімічні речовини, що руйнують ендокринну систему (EDC), серйозною проблемою для громадського здоров'я». У заяві зазначається, що важко довести, що ендокринні руйнівники спричиняють захворювання людини, і рекомендовано дотримуватися принципу обережності. Одночасна заява висловлює занепокоєння політикою.
Сполуки, що порушують роботу ендокринної системи, охоплюють різноманітні хімічні класи, включаючи ліки, пестициди, сполуки, що використовуються в промисловості пластмас і в споживчих товарах, промислові побічні продукти та забруднювачі, і навіть деякі природні ботанічні хімічні речовини. Деякі з них значно поширені в довкіллі та можуть біоакумулюватися. Деякі з них є стійкими органічними забруднювачами (СОЗ) і можуть переноситися на великі відстані через національні кордони, їх виявлено практично в усіх регіонах світу, та навіть можуть зосереджуватися біля Північного полюса через погодні умови та холодні умови. Інші швидко розкладаються в навколишньому середовищі чи організмі людини або можуть бути присутні лише протягом короткого періоду часу.
Вплив на здоров'я, пов'язаний із сполуками, що порушують роботу ендокринної системи, включає низку репродуктивних проблем (зниження фертильності, аномалії чоловічого та жіночого репродуктивного тракту та спотворене співвідношення чоловіків/жінок, втрата плоду, проблеми з менструальним циклом); зміни рівня гормонів; раннє статеве дозрівання; проблеми з мозком і поведінкою; порушення імунних функцій; і різні види раку.
Одним із прикладів наслідків впливу гормонально активних агентів на тварин, що розвиваються, включаючи людей, є випадок препарату діетилстильбестрол (DES), нестероїдного естрогену, який не є забруднювачем навколишнього середовища. До його заборони на початку 1970-х років лікарі призначали DES п'яти мільйонам вагітних жінок, щоб запобігти викидням, до 1947 року цей препарат використовувався не за призначенням. Після того, як діти пережили період статевого дозрівання, було виявлено, що DES впливає на розвиток репродуктивної системи та викликає рак вагіни. Актуальність саги про DES щодо ризиків впливу ендокринних руйнівників є сумнівною, оскільки дози, які беруть участь у цьому, набагато вищі для цих осіб, ніж для тих, що викликані впливом навколишнього середовища.
У водних мешканців, які зазнали впливу ендокринних руйнівників у міських стічних водах, спостерігалося зниження рівня серотоніну та посилення фемінізації.
У 2013 році ВООЗ та Програма ООН з навколишнього середовища опублікували дослідження, найповнішу доповідь про EDC на сьогоднішній день, закликаючи до додаткових досліджень, щоб повністю зрозуміти зв'язок між EDC та ризиками для здоров'я людей і тварин. Команда вказала на значні прогалини в знаннях і закликала до додаткових досліджень, щоб отримати більш повну картину впливу речовин, що руйнують ендокринну систему, на здоров'я та навколишнє середовище. Щоб покращити глобальні знання, команда рекомендує:
- Тестування: відомі EDC є лише «верхівкою айсберга», і для виявлення інших можливих ендокринних руйнівників, їх джерел і шляхів впливу потрібні більш комплексні методи тестування.
- Дослідження: потрібні додаткові наукові докази для визначення впливу сумішей EDC на людей і дику природу (головним чином через промислові побічні продукти), яким люди і дика природа все частіше піддаються впливу.
- Звітність: багато джерел EDC невідомі через недостатню звітність та інформацію про хімічні речовини в продуктах, матеріалах і товарах.
- Співпраця: більший обмін даними між вченими та між країнами може заповнити прогалини в даних, насамперед у країнах, що розвиваються, і країнах із економікою, що розвивається.[29]

## Ендокринна система
Ендокринні системи є у більшості різновидів тварин. Ендокринна система складається із залоз, які виділяють гормони, і рецепторів, які виявляють і реагують на гормони.
Гормони подорожують по всьому тілу і діють як хімічні посланці. Гормони взаємодіють із клітинами, які містять відповідні рецептори на своїй поверхні. Гормон зв'язується з рецептором, подібно до того, як ключ вставляється в замок. Ендокринна система регулює коригування через повільніші внутрішні процеси, використовуючи гормони як месенджерів. Ендокринна система виділяє гормони у відповідь на подразники навколишнього середовища та для оркестрування змін у розвитку та репродуктивності. Коригування, викликані ендокринною системою, є біохімічними, змінюючи внутрішню та зовнішню хімію клітини, щоб викликати довгострокові зміни в організмі. Ці системи працюють разом, щоб підтримувати належне функціонування організму протягом усього його життєвого циклу. Статеві стероїди, такі як естрогени та андрогени, а також гормони щитоподібної залози підлягають регулюванню зі зворотним зв'язком, що має тенденцію обмежувати чутливість цих залоз.
Гормони діють у дуже малих дозах (частка на мільярд). Таким чином, ендокринні порушення також можуть виникнути внаслідок впливу низьких доз екзогенних гормонів або гормонально активних хімічних речовин, таких як бісфенол А. Ці хімічні речовини можуть зв'язуватися з рецепторами інших гормональних процесів. Крім того, оскільки ендогенні гормони вже присутні в організмі в біологічно активних концентраціях, додатковий вплив відносно невеликих кількостей екзогенних гормонально-активних речовин може порушити правильне функціонування ендокринної системи організму. Таким чином, ендокринний руйнівник може викликати несприятливі наслідки при набагато нижчих дозах, ніж токсичність, діючи через інший механізм.
Час впливу також має вирішальне значення. Найбільш критичні етапи розвитку відбуваються у внутрішньоутробному періоді, коли запліднена яйцеклітина ділиться, швидко розвиваючи всі структури повністю сформованої дитини, включаючи більшу частину проводки в мозку. Втручання в гормональну взаємодію внутрішньоутробно може мати серйозні наслідки як на структуру, так і на розвиток мозку. Залежно від стадії репродуктивного розвитку, втручання в гормональні сигнали може призвести до незворотних ефектів, які не спостерігаються у дорослих, які піддавалися однаковій дозі протягом того самого часу. Експерименти з тваринами виявили критичні моменти внутрішньоутробного розвитку та дні після народження, коли вплив хімічних речовин, що впливають на гормони або імітують їх, має несприятливі наслідки, які зберігаються до зрілого віку. Порушення функції щитоподібної залози на ранніх стадіях розвитку може бути причиною аномалії статевого розвитку як у чоловіків так і у жінок, ранніх порушень моторного розвитку та труднощів у навчанні.
Існують дослідження клітинних культур, лабораторних тварин, дикої природи та людей, які випадково зазнали впливу, які показують, що хімічні речовини навколишнього середовища спричиняють широкий спектр впливів на репродуктивність, розвиток, ріст і поведінку, і тому, хоча «ендокринні порушення у людей через шкідливі хімічні речовини залишаються в основному недемонстрованими, наука, що лежить в її основі, обґрунтована, і потенціал для таких ефектів реальний». У той час як сполуки, які виробляють естрогенну, андрогенну, антиандрогенну та антитиреоїдну дію, були вивчені, менше відомо про взаємодію з іншими гормонами.
Взаємозв'язок між впливом хімічних речовин і впливом на здоров'я досить складний. Важко остаточно пов'язати конкретну хімічну речовину з конкретним впливом на здоров'я, а дорослі, які зазнали впливу, можуть не проявляти жодних негативних наслідків. Але плоди та ембріони, чий ріст і розвиток сильно контролюються ендокринною системою, є більш вразливими до впливу та можуть розвинути явні чи ледве помітні довічні порушення здоров'я або репродуктивні аномалії. Допологовий вплив у деяких випадках може призвести до постійних змін і захворювань дорослих.
Дехто в науковому співтоваристві стурбований тим, що вплив ендокринних руйнівників в утробі матері або на ранньому етапі життя може бути пов'язаний із розладами нервової системи, включаючи зниження IQ, СДУГ та аутизм. Певні види раку та аномалії матки у жінок пов'язані з впливом діетилстильбестролу (DES) в утробі матері через DES, який використовується для лікування.
В іншому випадку фталати в сечі вагітних жінок були пов'язані з ледь помітними, але специфічними генітальними змінами у їхніх немовлят чоловічої статі — коротшою аногенітальною дистанцією, більш схожою на жіночу, і пов'язаним з цим неповним опущенням яєчок і меншими мошонкою та пенісом. Консультанти промисловості фталатів поставили під сумнів наукову достовірність цього дослідження. Станом на червень 2008 року було проведено лише п'ять досліджень аногенітальної дистанції у людей, і один дослідник заявив: «Проте, чи пов'язані показники AGD у людей з клінічно важливими результатами, ще належить визначити, як і його корисність як міри дії андрогенів в епідеміологічних дослідженнях».

## Вплив на рівень власних гормонів організму
Хоча той факт, що існують хімічні відмінності між ендокринними руйнівниками та ендогенними гормонами, іноді цитується як аргумент на користь того, що ендокринні руйнівники впливають лише на деякі (не всі) риси, на які впливають гормони, токсикологічні дослідження показують, що багато ефектів ендокринної системи руйнівники націлені на специфічну властивість гормону, яка дозволяє одному гормону регулювати виробництво та/або деградацію власних гормонів організму. Ці регулюючі ефекти переплітаються так, що рівень гормону, на рівень якого впливає інший гормон, у свою чергу впливає на рівні багатьох інших гормонів, що виробляються самим організмом, не залишаючи ендогенних гормонів або ознак, на які вони впливають, без впливу ендокринних руйнівників. Ендокринні руйнівники мають потенціал імітувати або протидіяти природним гормонам, ці хімічні речовини можуть проявляти свою дію, діючи через взаємодію з ядерними рецепторами, арильними вуглеводневими рецепторами або мембранними рецепторами.

## U-подібна крива доза-реакція
Стверджується, що більшість токсикантів, включаючи руйнівники ендокринної системи, мають U-подібну криву «доза-ефект». Це означає, що дуже низькі та дуже високі рівні мають більший ефект, ніж середній рівень впливу токсиканта. Порушення роботи ендокринної системи було відмічено у тварин, які піддавалися впливу деяких хімічних речовин, що є відповідним для навколишнього середовища. Наприклад, звичайний антипірен, BDE-47, впливає на репродуктивну систему та щитоподібну залозу самок щурів у дозах, подібних до тих, які зазнають люди. Низькі концентрації ендокринних руйнівників також можуть мати синергетичну дію на амфібій, але неясно, чи це ефект, опосередкований ендокринною системою.
Критики стверджували, що є докази того, що кількість хімічних речовин у навколишньому середовищі надто мала, щоб спричинити значний вплив. У консенсусній заяві Ініціативи з обмеженими можливостями в навчанні та розвитку стверджується, що «ефект дуже низьких доз ендокринних руйнівників неможливо передбачити на основі досліджень високих доз, що суперечить стандартному правилу токсикології „доза робить отруту“. Нетрадиційні криві доза-відповідь називаються немонотонними кривими доза-відповідь».
Заперечення щодо дозування також можна подолати, якщо низькі концентрації різних ендокринних руйнівників є синергічними. Ця стаття була опублікована в журналі Science у червні 1996 року і стала однією з причин ухвалення Закону про захист якості харчових продуктів 1996 року. Результати не могли бути підтверджені тією самою та альтернативною методологією, і оригінальну статтю було відкликано, а Управління доброчесності досліджень Сполучених Штатів визнало Арнольда винним у наукових порушеннях.
Було стверджено, що тамоксифен і деякі фталати мають принципово інший (і шкідливий) вплив на організм у низьких дозах, ніж у високих дозах.

## Шляхи впливу
Їжа є основним механізмом, за допомогою якого люди піддаються впливу забруднюючих речовин. Вважається, що на дієту припадає до 90 % навантаження на організм людини ПХБ і ДДТ. Під час дослідження 32 різних звичайних продуктів харчування з трьох продуктових магазинів у Далласі риба та інші продукти тваринного походження були забруднені PBDE. Оскільки ці сполуки є жиророзчинними, цілком імовірно, що вони накопичуються з навколишнього середовища в жировій тканині тварин, яких їдять люди. Деякі підозрюють, що споживання риби є основним джерелом забруднювачів навколишнього середовища. Дійсно, як дикий, так і вирощений лосось з усього світу, як було показано, містять різноманітні штучні органічні сполуки.
Зі збільшенням побутових товарів, що містять забруднювачі, і зниженням якості вентиляції будівель повітря в приміщеннях стало значним джерелом впливу забруднюючих речовин. Мешканці, які живуть у будинках з дерев'яною підлогою, обробленою в 1960-х роках дерев'яною обробкою на основі ПХБ, мають набагато більше навантаження на організм, ніж загальне населення. Дослідження домашнього пилу та ворсинок із сушильних машин у 16 будинках виявило високі рівні всіх 22 різних конгенерів PBDE, протестованих у всіх зразках. Останні дослідження показують, що забруднений домашній пил, а не їжа, може бути основним джерелом PBDE в нашому організмі. За оцінками одного дослідження, споживання домашнього пилу становить до 82 % навантаження на організм людини PBDE.
Доведено, що забруднений домашній пил є основним джерелом свинцю в організмах маленьких дітей. Можливо, немовлята та діти ясельного віку споживають більше забрудненого домашнього пилу, ніж дорослі, з якими вони живуть, і тому мають набагато більший рівень забруднюючих речовин у своїх системах.
Споживчі товари є ще одним потенційним джерелом впливу ендокринних руйнівників. Проведено аналіз складу 42 побутових засобів для прибирання та особистої гігієни проти 43 «безхімічних» засобів. Продукти містили 55 різних хімічних сполук: 50 було виявлено в 42 звичайних зразках, що представляють 170 типів продуктів, тоді як 41 було виявлено в 43 «безхімічних» зразках, що представляють 39 типів продуктів. Парабени, клас хімічних речовин, які пов'язують із проблемами репродуктивного тракту, були виявлені в семи продуктах, які не містять хімікатів, у тому числі в трьох сонцезахисних кремах, на етикетці яких не було зазначено парабенів. Було виявлено, що вінілові вироби, такі як штори для душу, містять більше 10 % за вагою сполуки DEHP, яка, будучи присутньою в пилу, пов'язана з астмою та хрипами у дітей. Ризик впливу EDC зростає, оскільки продукти, як звичайні, так і «безхімічні», використовуються разом. «Якщо споживач використовував альтернативний засіб для чищення поверхонь, засіб для чищення ванни та плитки, пральний порошок, мило, шампунь і кондиціонер, миючий засіб і лосьйон для обличчя, а також зубну пасту, [він або вона] потенційно піддавався б впливу принаймні 19 сполук: 2 парабенів, 3 фталати, MEA, DEA, 5 алкілфенолів і 7 ароматизаторів».
Аналіз хімічних речовин, що порушують роботу ендокринної системи, у жінок-менонітів Старого Ордену в середині вагітності виявив, що їхній рівень у системах значно нижчий, ніж у загальній популяції. Меноніти їдять здебільшого свіжу необроблену їжу, ведуть господарство без пестицидів і мало або зовсім не використовують косметику чи засоби особистої гігієни. Одна жінка, яка повідомила про використання лаку для волосся та парфумів, мала високий рівень моноетилфталату, тоді як у всіх інших жінок рівень був нижче допустимого. Три жінки, які повідомили, що були в автомобілі або вантажівці протягом 48 годин після надання зразка сечі, мали вищий рівень діетилгексилфталату, який міститься в полівінілхлориді і використовується в салонах автомобілів.
Добавки, додані до пластику під час виробництва, можуть потрапити в навколишнє середовище після викидання пластикового виробу; добавки в мікропластиках в океані вимиваються в океанську воду, а в пластмасі на сміттєзвалищах можуть витікати і вимиватися в ґрунт, а потім у ґрунтові води.

## Типи
У повсякденному житті всі люди піддаються впливу хімічних речовин з естрогенним ефектом, оскільки хімічні речовини, що порушують роботу ендокринної системи, містяться в низьких дозах у тисячах продуктів. Хімічні речовини, які зазвичай виявляються в організмі людей, включають ДДТ, поліхлоровані біфеніли (ПХБ), бісфенол А (БФА), полібромовані дифенілові ефіри (ПБДЕ) і різні фталати. Насправді було виявлено, що майже всі пластикові вироби, включно з тими, що рекламуються як «без бісфенолу А», вимивають хімічні речовини, що порушують роботу ендокринної системи. У дослідженні 2011 року було виявлено, що деякі продукти, які не містять бісфенол-А, виділяють більше ендокринних активних хімічних речовин, ніж продукти, що містять бісфенол-А. Іншими формами ендокринних руйнівників є фітоестрогени (рослинні гормони).

### Ксеноестрогени
Ксеноестрогени є типом ксеногормонів, які імітують естроген. Синтетичні ксеноестрогени включають широко використовувані промислові сполуки, такі як PCB, BPA та фталати, які мають естрогенну дію на живий організм.

#### Алкілфеноли
Алкілфеноли є ксеноестрогенами. Європейський Союз запровадив обмеження щодо продажу та використання певних застосувань, у яких використовуються нонілфеноли, через їх нібито «токсичність, стійкість і схильність до біонакопичення», але Агентство з охорони навколишнього середовища США (EPA) застосувало повільніший підхід, щоб переконатися, що дія ґрунтується на «науці».
Алкілфеноли з довгим ланцюгом широко використовуються як прекурсори для миючих засобів, як добавки до паливно- мастильних матеріалів, полімерів і як компоненти фенольних смол. Ці сполуки також використовуються як будівельні хімічні речовини, які також використовуються у виробництві ароматизаторів, термопластичних еластомерів, антиоксидантів, хімікатів для нафтових родовищ і вогнезахисних матеріалів. Завдяки подальшому використанню у виробництві алкілфенольних смол алкілфеноли також містяться в шинах, клеях, покриттях, копіювальному папері та високоякісних гумових виробах. Вони використовуються в промисловості більше 40 років.
Певні алкілфеноли є продуктами розпаду неіонних миючих засобів. Нонілфенол вважається ендокринним руйнівником низького рівня через його схильність імітувати естроген.

#### Бісфенол А (BPA)

Накладення естрадіолу та BPA.

Бісфенол А зазвичай міститься в пластикових пляшках, пластикових контейнерах для харчових продуктів, стоматологічних матеріалах і металевих оболонках харчових продуктів і дитячих сумішей. Інше зараження відбувається через чековий папір, який зазвичай використовують у продуктових магазинах і ресторанах, тому що сьогодні для друку папір зазвичай покривають глиною, що містить BPA.
BPA є відомим руйнівником ендокринної системи, і численні дослідження показали, що лабораторні тварини, які піддавалися впливу його низьких рівнів, мають підвищений рівень діабету, раку молочної залози та передміхурової залози, зменшення кількості сперматозоїдів, репродуктивні проблеми, раннє статеве дозрівання, ожиріння та неврологічні проблеми. Детальніше про репродуктивні проблеми, з якими стикаються жінки, які піддаються впливу BPA. Дослідження, проведені в США, показали, що здорові жінки без будь-яких проблем із фертильністю виявили, що BPA у сечі не пов'язаний із часом вагітності, незважаючи на коротшу лютеїнову фазу (друга частина менструального циклу), про яку повідомлялося. Додаткові дослідження, проведені в центрах фертильності, показали, що вплив бісфенолу А корелює з нижчими резервами яєчників. Щоб боротися з цим, більшість жінок проходять процедуру ЕКЗ, щоб усунути слабку реакцію стимуляції яєчників, і, мабуть, усі вони мають підвищений рівень бісфенолу А в сечовивідних шляхах. Медіана кон'югації концентрацій BPA була вищою в тих, у кого був викидень, порівняно з тими, у кого були живі народження. Усі ці дослідження показують, що бісфенол А може впливати на функції яєчників і ключову ранню частину зачаття. Одне дослідження справді показало расові/етнічні відмінності, оскільки було виявлено, що азіатські жінки мають підвищену швидкість зрілості ооцитів, але всі жінки мали значно нижчу концентрацію BPA лише в цьому дослідженні. Ранні стадії розвитку є періодом найбільшої чутливості до його впливу, і деякі дослідження пов'язують пренатальний вплив з пізнішими фізичними та неврологічними труднощами. Регуляторні органи визначили рівні безпеки для людей, але наразі ці рівні безпеки піддаються сумніву або переглядаються в результаті нових наукових досліджень. Перехресне дослідження 2011 року, яке вивчало кількість хімічних речовин, яким піддаються вагітні жінки в США, виявило BPA у 96 % жінок. У 2010 році група експертів Всесвітньої організації охорони здоров'я рекомендувала не вводити нових правил, які б обмежували або забороняли використання бісфенолу А, заявивши, що «початок заходів у сфері охорони здоров'я було б передчасним».
У серпні 2008 року FDA США випустило проект повторної оцінки, підтверджуючи свою початкову думку про те, що на основі наукових доказів це безпечно. Однак у жовтні 2008 року консультативна наукова рада FDA дійшла висновку, що оцінка Агентства була «недосконалою» і не довела, що хімічна речовина безпечна для немовлят на штучному вигодовуванні. У січні 2010 року FDA опублікувала доповідь, в якій зазначено, що завдяки результатам нещодавніх досліджень, які використовували нові підходи до тестування на ледь помітні ефекти, як Національна токсикологічна програма Національного інституту охорони здоров'я, так і FDA мають певну стурбованість щодо можливий вплив BPA на мозок і поведінку плоду, немовлят і дітей молодшого віку. У 2012 році FDA заборонило використання бісфенолу А в дитячих пляшечках, однак Робоча група з навколишнього середовища назвала заборону «чисто косметичною». У заяві вони сказали: «Якщо агентство справді хоче запобігти впливу цієї токсичної хімікати, пов'язаної з різними серйозними та хронічними захворюваннями, воно має заборонити його використання в банках дитячих сумішей, їжі та напоїв». Рада із захисту природних ресурсів назвала цей крок неадекватним, заявивши, що FDA має заборонити бісфенол А на всій харчовій упаковці. У заяві представник FDA сказав, що дії агентства не ґрунтуються на занепокоєнні безпекою, і що «агентство продовжує підтримувати безпеку BPA для використання в продуктах, які містять їжу».
Програма, започаткована NIEHS, NTP та Управлінням з контролю за продуктами й ліками США (під назвою CLARITY-BPA), не виявила жодного хронічного впливу бісфенолу А на щурів, і FDA вважає дозволене використання бісфенолу А безпечним для споживачів.
Агентство з охорони навколишнього середовища встановило референтну дозу для BPA на рівні 50 мкг/кг/день для ссавців, хоча було показано, що вплив доз, нижчих за референтну, впливає як на чоловічу, так і на жіночу репродуктивну систему.

### Бісфенол S (BPS) і бісфенол F (BPF)
Бісфенол S і Бісфенол F є аналогами бісфенолу А. Вони зазвичай містяться в термостатах, пластмасах і домашньому пилу.
Сліди BPS також були виявлені в засобах особистої гігієни. Зараз він використовується частіше через заборону BPA. BPS використовується замість BPA в продуктах, які не містять BPA. Проте було показано, що BPS і BPF є такими ж руйнівниками ендокринної системи, як і BPA.

### ДДТ

Хімічна структура ДДТ

Дихлордифенілтрихлоретан (ДДТ) вперше був використаний як пестицид проти колорадських жуків на посівах, починаючи з 1936 року. Збільшення захворюваності на малярію, епідемічний висипний тиф, дизентерію та черевний тиф призвело до використання його проти комарів, вошей і кімнатних мух, які переносили ці хвороби. До Другої світової війни піретрум, екстракт квітки з Японії, використовувався для боротьби з цими комахами та хворобами, які вони можуть поширювати. Під час Другої світової війни Японія припинила експорт піретруму, що змусило шукати альтернативу. Побоюючись спалаху епідемії тифу, кожному британському та американському солдату видали ДДТ, який використовував його для регулярного очищення ліжок, наметів і казарм по всьому світу.
ДДТ був схвалений для загального, невійськового використання після закінчення війни. Він став використовуватися в усьому світі для збільшення врожайності монокультур, яким загрожувала навала шкідників, і для зменшення поширення малярії, яка мала високий рівень смертності в багатьох частинах світу. З тих пір його використання в сільськогосподарських цілях заборонено національним законодавством більшості країн, у той час як його використання для боротьби з переносниками малярії дозволено, як зазначено в Стокгольмській конвенції про стійкі органічні забруднювачі.
Ще в 1946 році в навколишньому середовищі було помічено шкідливий вплив ДДТ на птахів, корисних комах, риб і морських безхребетних. Найбільш сумнозвісний приклад цих ефектів можна побачити в яєчній шкаралупі великих хижих птахів, яка не стала достатньо товстою, щоб витримати дорослого птаха, який сидів на ній. Подальші дослідження виявили високі концентрації ДДТ у м'ясоїдних по всьому світу, що є результатом біозбільшення через харчовий ланцюг. Через двадцять років після його широкого використання ДДТ було знайдено в пастці у зразках льоду, взятих з антарктичного снігу, що свідчить про те, що вітер і вода є ще одним засобом транспорту в навколишньому середовищі. Недавні дослідження показують історичні дані про відкладення ДДТ на віддалених льодовиках Гімалаїв.
Понад шістдесят років тому, коли біологи почали вивчати вплив ДДТ на лабораторних тварин, було виявлено, що ДДТ перешкоджає репродуктивному розвитку. Недавні дослідження показують, що ДДТ може перешкоджати належному розвитку жіночих репродуктивних органів, що негативно впливає на репродукцію до зрілості. Додаткові дослідження показують, що помітне зниження фертильності у дорослих чоловіків може бути спричинене впливом ДДТ. Нещодавно було висловлено припущення, що внутрішньоутробний вплив ДДТ може збільшити ризик розвитку дитячого ожиріння. ДДТ все ще використовується як протималярійний інсектицид в Африці та частинах Південно-Східної Азії в обмежених кількостях.

### Поліхлоровані біфеніли
Поліхлоровані біфеніли (ПХБ) — це клас хлорованих сполук, які використовуються як промислові охолоджувальні та мастильні матеріали. ПХБ утворюються шляхом нагрівання бензолу, побічного продукту переробки бензину, з хлором. Вони були вперше комерційно виготовлені Swann Chemical Company у 1927 році. У 1933 році вплив прямого впливу ПХБ на здоров'я було помічено у тих, хто працював з хімікатами на виробничому підприємстві в Алабамі. У 1935 році Monsanto придбала компанію, перейнявши виробництво в США та ліцензуючи технологію виробництва друкованих плат на міжнародному рівні.
General Electric була однією з найбільших американських компаній, яка включала друковані плати у виробництво обладнання. Між 1952 і 1977 роками завод GE в Нью-Йорку скинув понад 500 000 фунтів відходів ПХБ у річку Гудзон. ПХБ були вперше виявлені в навколишньому середовищі, далеко від його промислового використання, вченими зі Швеції, які вивчали ДДТ.
Наслідки гострого впливу ПХБ були добре відомі компаніям, які використовували препарати Монсанто для ПХБ, які бачили вплив на своїх працівників, які регулярно контактували з ними. Прямий контакт зі шкірою призводить до важкого стану, схожого на вугрі, який називається хлоракне. Вплив підвищує ризик раку шкіри, раку печінки та раку мозку. «Монсанто» роками намагалася применшити проблеми зі здоров'ям, пов'язані з впливом ПХБ, щоб продовжити продажі.
Шкідливий вплив ПХБ на здоров'я людини став незаперечним, коли два окремі випадки забрудненої кулінарної олії отруїли тисячі жителів Японії (хвороба Юшо, 1968) і Тайваню (хвороба Ю-чен, 1979), що призвело до всесвітньої заборони. на використання друкованих плат у 1977 році. Недавні дослідження показують, що ендокринні перешкоди певних конгенерів ПХБ є токсичними для печінки та щитоподібної залози, збільшують дитяче ожиріння у дітей, які піддавалися внутрішньоутробному впливу, і можуть збільшити ризик розвитку діабету.
ПХБ у навколишньому середовищі також можуть бути пов'язані з репродуктивними проблемами та проблемами безпліддя в дикій природі. На Алясці вважають, що вони можуть сприяти репродуктивним дефектам, безпліддю та виродженню рогів у деяких популяціях оленів. Зниження популяції видр і морських левів також може бути частково пов'язане з впливом на них ПХБ, інсектициду ДДТ та інших стійких органічних забруднювачів. Заборони та обмеження на використання EDC були пов'язані зі зменшенням проблем зі здоров'ям і відновленням деяких популяцій дикої природи.

### Полібромовані дифенілові ефіри (PBDE)
Полібромовані дифенілові ефіри (PBDE) — це клас сполук, що містяться в антипіренах, що використовуються в пластикових корпусах телевізорів і комп'ютерів, електроніці, килимах, освітлювальних приладах, постільній білизні, одязі, автомобільних компонентах, пінопластових подушках та інших текстильних виробах. Потенційне занепокоєння для здоров'я: PBDE структурно дуже схожі на поліхлоровані біфеніли (ПХБ) і мають аналогічні нейротоксичні ефекти. Дослідження корелювали галогеновані вуглеводні, такі як ПХБ, з нейротоксичністю. PBDE подібні за хімічною структурою до ПХБ, і було припущено, що ПБДЕ діють за тим же механізмом, що й ПХБ.
У 1930-х і 1940-х роках промисловість пластмас розробила технології для створення різноманітних пластмас із широким застосуванням. Після початку Другої світової війни армія США використовувала ці нові пластикові матеріали для вдосконалення зброї, захисту обладнання та заміни важких компонентів у літаках і транспортних засобах. Після Другої світової війни виробники побачили потенціал пластмаси в багатьох галузях промисловості, і пластмаси були включені в нові конструкції споживчих товарів. Пластмаса також почала замінювати дерево та метал у існуючих продуктах, і сьогодні пластмаса є найпоширенішим виробничим матеріалом.
До 1960-х років усі будинки були підведені до електрики та мали численні електроприлади. Бавовна була домінуючим текстилем, який використовувався для виробництва домашніх меблів, але тепер домашні меблі складаються переважно з синтетичних матеріалів. Більше 500 мільярдів сигарет споживалося щороку в 1960-х роках, у порівнянні з менш ніж 3 мільярдами на рік на початку двадцятого століття. У поєднанні з високою щільністю проживання потенціал пожеж у будинках був вищим у 1960-х роках, ніж коли-небудь у США. До кінця 1970-х років приблизно 6000 людей у США гинули щороку в домашніх пожежах.
У 1972 році у відповідь на цю ситуацію була створена Національна комісія із запобігання та боротьби з пожежами для вивчення проблеми пожеж у США. У 1973 році вони опублікували свої висновки в America Burning, 192-сторінковому звіті, який містив рекомендації щодо посилення запобігання пожежам. Більшість рекомендацій стосувалися протипожежної освіти та вдосконалення будівельної техніки, наприклад встановлення спринклерів і детекторів диму. Комісія очікує, що завдяки цим рекомендаціям можна очікувати зменшення втрат від пожеж на 5 % щороку, скоротивши річні втрати вдвічі протягом 14 років.
Історично склалося так, що обробки галуном і бурою використовувалися для зменшення займистості тканини та деревини ще в римські часи. Оскільки це невбираючий матеріал після створення, вогнезахисні хімікати додають до пластику під час реакції полімеризації, коли він утворюється. Органічні сполуки на основі галогенів, таких як бром і хлор, використовуються як вогнезахисні добавки в пластмасах, а також у текстильних виробах. Широке використання бромованих антипіренів може бути пов'язане з прагненням Great Lakes Chemical Corporation (GLCC) отримати прибуток від своїх величезних інвестицій у бром. У 1992 році світовий ринок споживав приблизно 150 000 тонн антипіренів на основі брому, а GLCC виробляв 30 % світових поставок.
PBDE можуть порушувати баланс гормонів щитоподібної залози та сприяти різноманітним неврологічним дефіцитам і порушенням розвитку, включаючи низький інтелект і проблеми з навчанням. Багато з найпоширеніших PBDE були заборонені в Європейському Союзі в 2006 році. Дослідження на гризунах припустили, що навіть короткочасний вплив PBDE може спричинити проблеми з розвитком і поведінкою молодих гризунів і вплив перешкоджає належній регуляції гормонів щитоподібної залози.

### Фталати
Фталати містяться в деяких м'яких іграшках, покритті для підлоги, медичному обладнанні, косметиці та освіжувачах повітря. Вони становлять потенційну загрозу для здоров'я, оскільки, як відомо, вони порушують ендокринну систему тварин, а деякі дослідження показали, що вони причетні до зростання вроджених вад чоловічої репродуктивної системи.
Хоча група експертів дійшла висновку, що «недостатньо доказів» того, що вони можуть завдати шкоди репродуктивній системі немовлят, Каліфорнія, штат Вашингтон і Європа заборонили їх використовувати в іграшках. Один фталат, біс(2-етилгексил) фталат (DEHP), який використовується в медичних трубках, катетерах і пакетах для крові, може зашкодити статевому розвитку немовлят чоловічої статі. У 2002 році Управління з контролю за якістю харчових продуктів і медикаментів опублікувало публічну доповідь, у якій застерігало не піддавати дітей чоловічої статі дії DEHP. Хоча немає прямих досліджень на людях, у звіті FDA зазначено: «Вплив DEHP спричинив низку несприятливих ефектів у лабораторних тварин, але найбільше занепокоєння викликає вплив на розвиток чоловічої репродуктивної системи та виробництво нормальної сперми у молодих тварин. З огляду на наявні дані щодо тварин, слід вживати запобіжних заходів, щоб обмежити вплив DEHP на самця, що розвивається». Подібним чином фталати можуть відігравати причинну роль у порушенні чоловічого неврологічного розвитку під час внутрішньоутробного впливу.
Дибутилфталат (DBP) на тваринних моделях також порушував передачу сигналів інсуліну та глюкагону.

### Перфтороктанова кислота
PFOA — це стабільна хімічна речовина, яка використовується завдяки своїм жиро-, вогнестійким і водостійким властивостям у таких продуктах, як антипригарні покриття для сковорідок, меблі, пожежне обладнання, промислові та інші звичайні побутові предмети. Є дані, які свідчать про те, що PFOA є ендокринним руйнівником, що впливає на репродуктивну систему чоловіків і жінок. PFOA, доставлений вагітним щурам, породив потомство чоловічої статі зі зниженим рівнем 3-β і 17-β-гідроксистероїддегідрогенази, гена, який транскрибує білки, що беруть участь у виробництві сперми. У дорослих жінок спостерігається низьке вироблення прогестерону та андростендіону під час впливу PFOA, що призводить до проблем з менструальним циклом і репродуктивним здоров'ям. PFOA надає гормональний ефект, включаючи зміну рівня гормонів щитоподібної залози. У дослідженні 2009 року рівні PFOA в сироватці крові були пов'язані зі збільшенням часу до вагітності або «безпліддям». Вплив PFOA пов'язаний зі зниженням якості сперми. Виявилося, що PFOA діє як ендокринний руйнівник через потенційний механізм дозрівання грудей у молодих дівчат. У звіті C8 Science Panel відзначено зв'язок між впливом на дівчаток і пізнішим початком статевого дозрівання.

### Інші підозрювані ендокринні руйнівники
Іншими прикладами ймовірних EDC є поліхлоровані дибензодіоксини (PCDD) і фурани (PCDF), поліциклічні ароматичні вуглеводні (PAH), похідні фенолу та низка пестицидів (найвідомішими є хлорорганічні інсектициди, такі як ендосульфан, кепон (хлордекон) і ДДТ та його похідні, гербіцид атразин і фунгіцид вінклозолін), контрацептивний засіб 17-альфа етинілестрадіол, а також природні фітоестрогени, такі як геністеїн, і мікоестрогени, такі як зеараленон.
Линька у ракоподібних є ендокринним процесом. У морських креветок-пенеї Litopenaeus vannamei вплив ендосульфану спричинив підвищену сприйнятливість до гострої токсичності та збільшення смертності на стадії линьки креветок.
Багато сонцезахисних кремів містять оксибензон, хімічний блокатор, який забезпечує широкий спектр ультрафіолетового покриття, але є предметом багатьох суперечок через його потенційну естрогенну дію на людей.
Трибутилолово (ТБТ) є оловоорганічними сполуками. Протягом 40 років TBT використовувався як біоцид у фарбі проти обростання, широко відомій як нижня фарба. Доведено, що TBT впливає на розвиток безхребетних і хребетних, порушуючи ендокринну систему, що призводить до маскулінізації, нижчого рівня виживання, а також багатьох проблем зі здоров'ям у ссавців.

## Тимчасові тенденції навантаження на організм
З моменту заборони середній вміст ДДТ і ПХБ в організмі людини зменшився. З моменту їх заборони в 1972 році вміст ПХБ в організмі в 2009 році становить одну соту від того, що було на початку 1980-х років. З іншого боку, програми моніторингу європейських зразків грудного молока показали, що рівень PBDE зростає. Аналіз вмісту PBDE у зразках грудного молока з Європи, Канади та США показує, що рівень у жінок Північної Америки в 40 разів вищий, ніж у шведських жінок, і що рівні в Північній Америці подвоюються кожні два-шість років.
Обговорювалося, що тривале повільне зниження середньої температури тіла, яке спостерігається з початку промислової революції може бути результатом порушення сигналізації гормонів щитоподібної залози.

## Моделі тварин
Оскільки ендокринні руйнівники впливають на складні метаболічні, репродуктивні та нейроендокринні системи, їх неможливо змоделювати в клітинному аналізі in vitro. Отже, моделі на тваринах важливі для доступу до ризику хімічних речовин, що порушують роботу ендокринної системи.

### Миші
Існує кілька ліній генетично модифікованих мишей, які використовуються для лабораторних досліджень, у цьому випадку лінії можна використовувати як популяційну генетичну основу. Наприклад, існує популяція, яка називається Multi-parent і може бути спільним схрещуванням (CC) або диверсифікованим безпородним (DO). Ці миші, хоча обидві з тих самих восьми штамів-засновників, мають чіткі відмінності.
Вісім штамів-засновників поєднують у собі штами дикого походження (з високою генетичною різноманітністю) та штами, виведені з історичного значення в біомедичних дослідженнях. Кожна генетично диференційована лінія важлива у відповіді EDC, а також майже у всіх біологічних процесах і ознаках.
Популяція CC складається з 83 інбредних ліній мишей, які протягом багатьох поколінь у лабораторіях походили від 8 родів-засновників. Ці інбредні миші мають рекомбінантні геноми, які розроблені для забезпечення однакової спорідненості кожного штаму, це викорінює структуру популяції та може призвести до хибнопозитивних результатів із картуванням локусів якісних ознак (QTL).
Тоді як миші DO мають ідентичні алелі з популяцією мишей CC. У цих мишей є дві основні відмінності; 1) кожна особа є унікальною, що дозволяє використовувати сотні осіб в одному картографічному дослідженні. Перетворення мишей DO в надзвичайно корисний інструмент для визначення генетичних зв'язків. 2) Заковика в тому, що особини DO не можуть бути відтворені.

### Трансгенне
Ці гризуни, переважно миші, були виведені шляхом введення інших генів з іншого організму для створення трансгенних ліній (тисячі ліній) гризунів. Найновішим інструментом для цього є CRISPR /Cas9, який дозволяє виконувати цей процес ефективніше.
Генами можна маніпулювати в певних клітинних популяціях, якщо це робити за правильних умов. Для досліджень ендокринних руйнівників (EDC) ці гризуни стали важливим інструментом до того моменту, коли вони можуть створювати гуманізовані моделі мишей. Крім того, вчені використовують генно-нокаутні лінії мишей, щоб вивчити, як працюють певні механізми під впливом EDC. Трансгенні гризуни є важливим інструментом для досліджень, пов'язаних із механізмами, на які впливає EDC, але виробництво займає багато часу та коштує дорого. Крім того, гени, націлені на нокаут, не завжди успішно спрямовані, що призводить до неповного нокауту гена або нецільової експресії.

### Соціальні моделі
Експерименти (ген за середовищем) з цими відносно новими моделями гризунів можуть виявити механізми, на які EDC можуть впливати на соціальне зниження розладу аутистичного спектру (РАС) та інших поведінкових розладів. Це пояснюється тим, що лугові та соснові полівки є соціально моногамними, що робить їх кращою моделлю соціальної поведінки та розвитку людини щодо EDC. Крім того, секвенували геном лугової полівки, що дозволило провести згадані вище експерименти. Цих полівок можна порівняти з гірськими та луговими полівками, які соціально безладні та поодинокі, дивлячись на те, як різні види мають різні форми розвитку та соціальну структуру мозку. У цих типах експериментів використовувалися як моногамні, так і безладні статеві зв'язки, для отримання додаткової інформації дослідження можуть розширити цю тему. Розглядаються більш складні моделі, які мають системи, максимально наближені до людських. Озираючись назад на більш поширені моделі гризунів, наприклад, звичайну мишу з РАС, корисно, але не повністю охоплює те, що потрібно моделі соціальної поведінки людини. Але ці гризуни завжди будуть лише моделями, і це важливо мати на увазі.

### Рибка даніо
Ендокринні системи ссавців і риб схожі; через це даніо (Danio rerio) є популярним лабораторним вибором. Риби даніо добре працюють як модельний організм, частково це можна пояснити тим фактом, що дослідники можуть вивчати їх, починаючи з ембріона, оскільки ембріон майже прозорий. Крім того, рибки даніо мають маркери статі в ДНК, що дозволяє біологам індивідуально призначати стать рибам. Це особливо важливо під час вивчення ендокринних руйнівників, оскільки руйнівники можуть впливати, серед іншого, на роботу статевих органів, тому, якщо випадково є сперма в яєчниках пізніше за допомогою тестування його можна прив'язати до хімічної речовини без шансів, що це буде генетична аномалія, оскільки стать визначена дослідником. Окрім того, що рибки даніо легкодоступні та їх легко досліджувати на різних стадіях життя, вони мають дуже схожі гени на людські — 70 % людських генів мають відповідники рибок даніо, і що ще більш вражаюче, 84 % генів хвороб у людей мають аналоги рибок даніо. Найважливішим, мабуть, є той факт, що переважна більшість руйнівників ендокринної системи потрапляє у воду, і тому важливо знати, як ці руйнівники впливають на рибу, яка, мабуть, має внутрішню цінність і просто також є модельними організмами.
Ембріони даніо — прозорі відносно невеликі рибки (розмір личинок не перевищує кількох міліметрів). Це дозволяє вченим спостерігати за личинками (in vivo), не вбиваючи їх, щоб вивчати, як розвиваються їхні органи, зокрема, нервовий розвиток і транспортування ймовірних хімічних речовин, що порушують роботу ендокринної системи (EDC). Це означає, як на їхній розвиток впливають певні хімікати. Як модель, вони мають прості способи ендокринних порушень. Поряд із гомологічним фізіологічним, сенсорним, анатомічним і сигнально-трансдукційним механізмом подібний до ссавців. Іншим корисним інструментом, доступним для вчених, є їх записаний геном разом із кількома трансгенними лініями, доступними для розведення. У порівнянні геноми рибок даніо і ссавців мають помітну схожість з приблизно 80 % генів людини, які експресуються в цих рибах. Крім того, ця риба також є досить недорогою для розведення та утримання в лабораторії, частково через меншу тривалість життя та можливість утримувати більше риби порівняно з моделями ссавців.

## Напрямки досліджень
Дослідження ендокринних руйнівників викликано п'ятьма складнощами, які вимагають спеціального дизайну випробувань і складних протоколів дослідження:
1. Дисоціація простору означає, що, незважаючи на те, що руйнівники можуть діяти загальним шляхом через гормональні рецептори, їхній вплив також може бути опосередкований ефектами на рівнях транспортних білків, дейодиназ, деградації гормонів або модифікованих контрольних точок циклів зворотного зв'язку (тобто алостатичного навантаження).[197]
2. Дисоціація часу може виникнути через те, що небажані ефекти можуть бути викликані в невеликому часовому вікні в ембріональному або внутрішньоутробному періоді, але наслідки можуть виникнути через десятиліття або навіть у поколінні онуків.[198]
3. Дисоціація речовини є результатом адитивної, мультиплікативної або більш складної взаємодії руйнівників у поєднанні, що дає принципово відмінний ефект від ефекту відповідних речовин окремо.[196]
4. Дисоціація дози означає, що залежність доза-ефект зазвичай нелінійна, а іноді навіть U-подібна, тому низькі або середні дози можуть мати сильніші ефекти, ніж високі дози.[197]
5. Дисоціація статі відображає той факт, що ефекти можуть бути різними залежно від того, чи є ембріони чи плоди жіночої чи чоловічої статі.[198][199]

## Правовий підхід

### Сполучені Штати
Велика кількість можливих ендокринних руйнівників технічно регулюється в Сполучених Штатах багатьма законами, зокрема: Законом про контроль над токсичними речовинами, Законом про захист якості харчових продуктів, Законом про харчові продукти, ліки та косметику, Законом про чисту воду, Законом про безпечне пиття. Закон про воду та Закон про чисте повітря.
Конгрес Сполучених Штатів покращив процес оцінки та регулювання ліків та інших хімічних речовин. Закон про захист якості харчових продуктів 1996 року та Закон про безпечну питну воду 1996 року одночасно забезпечили першу законодавчу вказівку, яка вимагала від EPA вирішення проблем ендокринної системи шляхом створення програми скринінгу та тестування хімічних речовин.
У 1998 році EPA оголосило про програму скринінгу ендокринних руйнівників, встановивши структуру для встановлення пріоритетів, скринінгу та тестування понад 85 000 хімічних речовин, які є в продажу. Незважаючи на те, що Закон про захист якості харчових продуктів вимагав від EPA лише перевіряти пестициди на здатність спричиняти вплив, подібний до естрогенів, у людей, він також надав EPA повноваження перевіряти інші типи хімічних речовин та ендокринні ефекти. На основі рекомендацій консультативної групи агентство розширило програму скринінгу, включивши в неї чоловічі гормони, систему щитоподібної залози та вплив на риб та іншу дику природу. Основна концепція програми полягає в тому, що визначення пріоритетів ґрунтуватиметься на існуючій інформації про використання хімікатів, обсяг виробництва, структурну активність і токсичність. Скринінг здійснюється за допомогою тест-систем in vitro (досліджуючи, наприклад, чи взаємодіє речовина з рецептором естрогену або рецептором андрогену), а також шляхом використання тваринних моделей, таких як розвиток пуголовків і ріст матки у гризунів у препубертатному віці. Повномасштабне тестування вивчатиме вплив не лише на ссавців (щурів), але й на ряд інших видів (жаб, риб, птахів і безхребетних). Оскільки теорія передбачає вплив цих речовин на функціонуючу систему, випробування на тваринах є важливими для наукової обґрунтованості, але протистоять групам із захисту прав тварин. Подібним чином доказ того, що ці ефекти виникають у людей, потребує тестування на людях, і таке тестування також має протидію.
Після кількох невдач для початку тестування EPA нарешті оголосило, що вони готові розпочати процес тестування десятків хімічних речовин, які є ймовірними ендокринними руйнівниками на початку 2007 року, через одинадцять років після оголошення програми. Коли була оголошена остаточна структура тестів, виникли заперечення щодо їх дизайну. Критики звинуватили, що весь процес був скомпрометований втручанням хімічної компанії. У 2005 році EPA призначило групу експертів для проведення відкритої експертної оцінки програми та її орієнтації. Їхні результати показали, що «довгострокові цілі та наукові питання в програмі ОДГ є відповідними», однак це дослідження проводилося більше року до того, як EPA оголосило остаточну структуру скринінгової програми. EPA все ще відчуває труднощі з виконанням надійної та ефективної програми ендокринного тестування.
Станом на 2016 рік EPA отримало результати скринінгу естрогену для 1800 хімічних речовин.

### Європа
У 2013 році низка пестицидів, що містять хімічні речовини, що порушують роботу ендокринної системи, були в проекті критеріїв ЄС, які повинні бути заборонені. 2 травня американські учасники переговорів щодо TTIP наполягали, щоб ЄС відмовився від критеріїв. Вони заявили, що підхід до регулювання повинен бути заснований на оцінці ризику. Пізніше того ж дня Кетрін Дей написала Карлу Фалькенбергу з проханням видалити критерії.
Європейська комісія повинна була встановити критерії до грудня 2013 року, щоб ідентифікувати хімічні речовини, що порушують роботу ендокринної системи (EDC) у тисячах продуктів, включаючи дезінфікуючі засоби, пестициди та засоби туалету, які були пов'язані з раком, вродженими дефектами та розладами розвитку у дітей. Однак орган затримав процес, що спонукало Швецію заявити, що вона подасть до суду на комісію в травні 2014 року, звинувативши лобіювання хімічної промисловості у зриві.
«Ця затримка пов'язана з європейським хімічним лобі, яке знову тиснуло на різних комісарів. Гормональні руйнівники стають величезною проблемою. У деяких місцях Швеції ми бачимо двостатевих риб. У нас є наукові звіти про те, як це впливає на фертильність молодих хлопчиків і дівчаток, а також про інші серйозні наслідки», — сказала AFP міністр навколишнього середовища Швеції Лена Ек, зазначивши, що Данія також вимагала вжити заходів.
У листопаді 2014 року Рада міністрів Північних країн, що базується в Копенгагені, опублікувала власний незалежний звіт, у якому оцінено вплив екологічних EDC на чоловіче репродуктивне здоров'я та відповідні витрати для систем охорони здоров'я. Було зроблено висновок, що EDC, ймовірно, коштує системам охорони здоров'я в ЄС від 59 мільйонів до 1,18 мільярдів євро на рік, зазначивши, що навіть це становить лише «частку ендокринних захворювань».
У 2020 році ЄС опублікував свою Стратегію сталого розвитку в галузі хімікатів, яка стосується екологічного переходу хімічної промисловості від ксеногормонів та інших небезпечних хімікатів.

## Очищення довкілля та організму людини
Існують докази того, що коли забруднювач більше не використовується або якщо його використання суворо обмежено, навантаження на організм людини цим забруднювачем знижується. Завдяки зусиллям кількох широкомасштабних програм моніторингу досить добре відомі найпоширеніші забруднювачі серед населення. Першим кроком до зменшення навантаження на організм цих забруднюючих речовин є усунення або поступове припинення їх виробництва.
Другим кроком до зниження навантаження на організм людини є обізнаність і потенційне маркування харчових продуктів, які можуть містити велику кількість забруднюючих речовин. Ця стратегія працювала в минулому: вагітних і годуючих жінок застерігають від вживання морепродуктів, які, як відомо, накопичують високий рівень ртуті.
Найбільш складним аспектом цієї проблеми є виявлення того, як усунути ці сполуки з навколишнього середовища та де зосередити зусилля з відновлення. Навіть забруднюючі речовини, які більше не виробляються, зберігаються в навколишньому середовищі та біоакумулюються в харчовому ланцюгу. Розуміння того, як ці хімічні речовини, потрапивши в навколишнє середовище, переміщуються екосистемами, має важливе значення для розробки способів їх ізоляції та видалення. Були докладені глобальні зусилля для маркування найпоширеніших СОЗ, які регулярно зустрічаються в навколишньому середовищі, за допомогою хімічних речовин, таких як інсектициди. Дванадцять основних СОЗ було оцінено та включено до демографічної групи, щоб упорядкувати інформацію для загального населення. Таке сприяння дозволило країнам у всьому світі ефективно працювати над тестуванням і скороченням використання цих хімікатів. Прагнучи зменшити присутність таких хімічних речовин у навколишньому середовищі, вони можуть зменшити вимивання СОЗ у джерела їжі, що забруднює тварин, якими промислово годують населення США.
Багато стійких органічних сполук, включаючи ПХБ, ДДТ і ПБДЕ, накопичуються в річкових і морських відкладах. Агентство з охорони навколишнього середовища наразі використовує кілька процесів для очищення сильно забруднених територій, як зазначено в їхній програмі «Зелена рекультивація».
Одним із найцікавіших способів є використання природних мікробів, які розкладають конгенери ПХБ, для рекультивації забруднених територій.
Є багато історій успіху зусиль з очищення великих сильно забруднених ділянок Superfund. 10-акрів (40 000 м2) сміттєзвалище в Остіні, штат Техас, забруднене незаконно викинутими леткими органічними сполуками, було відновлено за рік у водно-болотні угіддя та освітній парк.
Об'єкт зі збагачення урану в США, який був забруднений ураном і ПХБ, було очищено за допомогою високотехнологічного обладнання, яке використовується для виявлення забруднюючих речовин у ґрунті. Ґрунт і воду на забрудненій водно-болотній ділянці очистили від ЛОС, ПХБ і свинцю, місцеві рослини встановили як біологічні фільтри, а також запровадили громадську програму для забезпечення постійного моніторингу концентрації забруднюючих речовин у цьому районі. Ці тематичні дослідження є обнадійливими через короткий проміжок часу, необхідний для відновлення ділянки, і високий рівень досягнутого успіху.
Дослідження показують, що бісфенол А, певні ПХБ і фталатні сполуки переважно виводяться з організму людини через піт. Незважаючи на те, що деякі забруднюючі речовини, як-от бісфенол А (BPA), переважно виводяться з організму людини через піт, нещодавні наукові досягнення були досягнуті для підвищення швидкості виведення забруднюючих речовин з організму людини. Наприклад, були запропоновані методи видалення BPA, які використовують такі ферменти, як лакказа та фермент пероксидаза, щоб розкласти BPA на менш шкідливі сполуки. Ще один метод видалення бісфенолу А — це використання високоактивних радикалів для розкладання.

## Економічні ефекти
Вплив на людину може спричинити певні наслідки для здоров'я, наприклад зниження IQ і ожиріння у дорослих. Ці ефекти можуть призвести до втрати продуктивності, інвалідності або передчасної смерті деяких людей. Одне джерело підрахувало, що в межах Європейського Союзу цей економічний ефект може мати приблизно вдвічі більший економічний вплив, ніж вплив, спричинене забрудненням ртуттю та свинцем.
Соціально-економічний тягар впливу на здоров'я хімічних речовин, що викликають порушення роботи ендокринної системи (EDC), для Європейського Союзу було оцінено на основі доступної на даний момент літератури та з урахуванням невизначеності щодо причинно-наслідкового зв'язку з EDC та відповідними витратами, пов'язаними зі здоров'ям, у межах € від 46 до 288 мільярдів євро на рік.

## Подальше читання
- Krimsky S (2000). Hormonal chaos: the scientific and social origins of the environmental endocrine hypothesis. Baltimore: Johns Hopkins University Press. ISBN 978-0-8018-6279-3.
- Bergman Å, Heindel JJ, Jobling S, Kidd KA, Zoeller RT, ред. (2013). State of the Science of Endocrine Disrupting Chemicals - 2012 (PDF). United Nations Environment Programme and the World Health Organization. ISBN 978-92-807-3274-0. Архів оригіналу (PDF) за 22 травня 2013. Процитовано 24 лютого 2013. and ISBN 978-92-4-150503-1
- Colborn T, Dumanoski D, Meyers P (1996). Our stolen future: are we threatening our fertility, intelligence, and survival?: a scientific detective story. New York: Dutton. ISBN 978-0-525-93982-5.
- Andersson N, Arena M, Auteri D, Barmaz S, Grignard E, Kienzler A, Lepper P, Lostia AM, Munn S, Parra Morte JM (June 2018). Guidance for the identification of endocrine disruptors in the context of Regulations (EU) No 528/2012 and (EC) No 1107/2009. EFSA Journal. 16 (6): e05311. doi:10.2903/j.efsa.2018.5311. PMC 7009395. PMID 32625944. {{cite journal}}: Проігноровано невідомий параметр |collaboration= (довідка)
- Revised Guidance Document 150 on Standardised Test Guidelines for Evaluating Chemicals for Endocrine Disruption. OECD. OECD Series on Testing and Assessment. 2018. doi:10.1787/9789264304741-en. ISBN 9789264304741. S2CID 240274054..